# Nos peurs et nos espoirs
Pour plus de détails, voir Fiche technique et Distribution.
Nos peurs et nos espoirs (Wszystkie nasze strachy) est un film dramatique polonais réalisé par Łukasz Gutt et Łukasz Ronduda et sorti en 2021. Il raconte l'histoire vraie de Daniel Rycharski.

## Synopsis
Dans la campagne polonaise, Daniel est un artiste qui fabrique des poulaillers et organise des manifestations d'éleveurs. Ouvertement gay, c'est cependant en cachette que le jeune Olek et lui se voient. 
En butte au harcèlement lesbophobe, une de ses amies âgée de 17 ans, Jagoda, se suicide. Sa famille rejette la faute sur Daniel. Animé par sa foi catholique, ce dernier veut organiser un chemin de croix en son honneur, mais le reste de son village ne semble pas prêt à remettre en cause son homophobie.

## Fiche technique
- Réalisation : Łukasz Gutt et Łukasz Ronduda
- Scénario et dialogues : Łukasz Ronduda, Michał Oleszczyk et Katarzyna Sarnowska
- Photographie : Łukasz Gutt
- Scénographie : Joanna Kaczyńska
- Montage : Przemysław Chruścielewski et Kamil Grzybowski
- Musique : Marcin Lenarczyk, Igor Kłaczyński, Bartłomiej Łupiński
- Production : Serce, Kuba Kosma, Katarzyna Sarnowska
- Langue : Polonais
- Durée : 91 minutes
- Pays :  Pologne
- Date de sortie : 
  -  23 septembre 2021
  -  Pologne 5 novembre 2021

## Distribution
- Dawid Ogrodnik : Daniel Rycharski
- Maria Maj : Zosia, la grand-mère de Daniel
- Oskar Rybaczek : Olek
- Agata Łabno : Jagoda Majewska
- Jacek Poniedziałek : Karol, un commissaire d'exposition d'art
- Andrzej Chyra : le père de Daniel
- Jowita Budnik : Jadwiga Majewska, la mère de Jagoda
- Karolina Bruchnicka : Kinga Majewska, la sœur de Jagoda
- Wojciech Ziętek : Tomek, jeune frère d'Olek

## Production
Le film est coréalisé par Łukasz Ronduda, un conservateur au Musée d'Art moderne de Varsovie.

## Accueil critique
Pour le critique de Cineuropa, Nos peurs et nos espoirs « est un film complexe, plein de nuance », « Dawid Ogrodnik livre une interprétation passionnée du héros » et le film « dirige une lumière éblouissante sur un pays européen qui a opéré un virage drastique dans le sens de l’intolérance ».

## Récompenses et distinctions
- Festival du film polonais de Gdynia 2021 : lion d'or, prix de la meilleure photographie, prix des journalistes, prix du jury de la jeunesse, et prix Don Quichotte[4]